# Samy Benchamma
Samy Benchamma, né le 25 juin 2000 à Castres, est un footballeur français, qui joue au poste de milieu défensif au FC Sochaux-Montbéliard.

## Biographie
Samy Benchamma commence le football à l'âge de quatre ans, dans la région de Mazamet. Après avoir joué dans le club de sa ville de naissance, l'US Castres, il rejoint le pôle espoirs de Castelmaurou, puis le Montpellier Hérault SC dans la catégorie des moins de 16 ans.
Avec les moins de 19 ans nationaux, Benchamma atteint la finale du championnat de France en 2019, perdue face au Stade rennais. Cette même saison, il dispute cinq matchs de Youth League, inscrivant un but face à Altınordu FK, jusqu'à l’élimination en huitièmes de finale par Chelsea.
En mai 2020, il signe son premier contrat professionnel, d'une durée d'une saison, avec son club formateur du Montpellier HSC. Il dispute son premier match le 29 août 2020 contre le Stade rennais, en remplaçant Pedro Mendes à deux minutes du terme. Il compte au total cinq apparitions en Ligue 1, toutes en sortie de banc.
En 2021, il rejoint les Chamois niortais, qui évoluent alors en Ligue 2. Pour sa première saison, il dispute 26 rencontres en championnat, dont la moitié comme titulaire. Il marque son premier but en professionnel le 28 janvier 2023 face au Nîmes Olympique. À l'issue de la saison 2022-2023, les Chamois niortais sont relégués en National. Durant la saison 2023-2024, Samy Benchamma est un titulaire indiscutable dans l'entrejeu niortais, avec 34 titularisations en championnat, pour quatre buts dont un doublé contre Épinal le 23 février 2024.
Le 20 juin 2024, il rejoint le FC Sochaux-Montbéliard, qui évolue aussi en National. Il signe un contrat de deux saisons plus une en option avec le club franc-comtois,.